# Hosby (Lääne-Nigula)
Koordinaten: 59° 2′ N, 23° 31′ O
Hosby (deutsch Hosbi) ist ein Dorf (estnisch küla) in der Landgemeinde Lääne-Nigula (bis 2017: Landgemeinde Noarootsi) im Kreis Lääne in Estland.

## Einwohnerschaft und Lage
Der Ort hat fünfzehn Einwohner (Stand 31. Dezember 2011). Er liegt neun Kilometer nördlich der Landkreishauptstadt Haapsalu.
Der Ortsname ist schwedisch, da das Dorf bis zum Zweiten Weltkrieg zum traditionellen Siedlungsgebiet der Estlandschweden gehörte.

## Geschichte
Der Dort wurde um 1540 unter dem Namen Hoszbw erstmals urkundlich erwähnt. 1615 ist er als Hössby verzeichnet, 1798 als husby. Besondere Bedeutung erlangte der Ort als Sitz der Kirche und des Pastorats der Halbinsel Noarootsi.

## Kirche und Pastorat

### Kirche

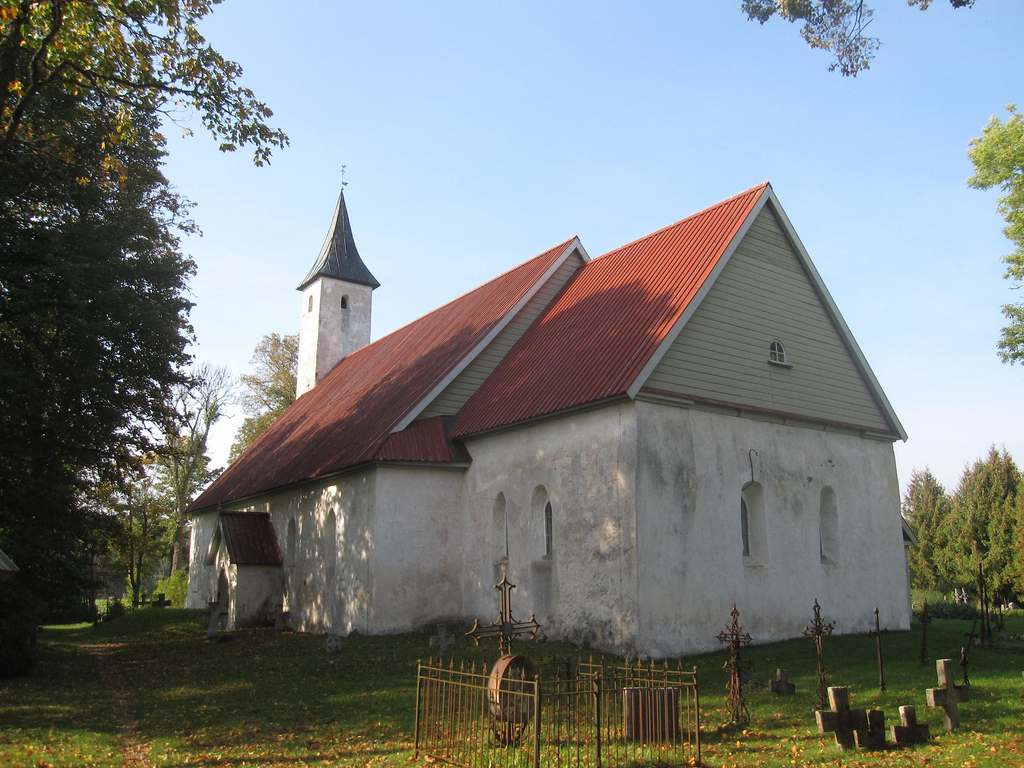
Kirche

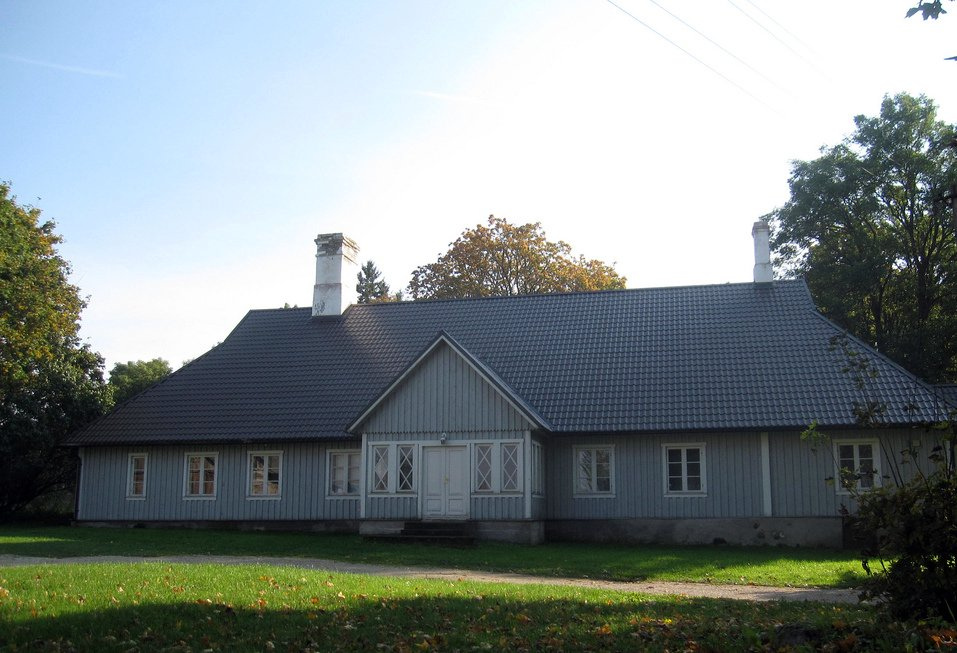
Pastorat

Die einschiffige Kirche trägt den Namen der Heiligen Katharina. Das seit der Reformation evangelisch-lutherische Gotteshaus wurde erstmals im Jahr 1500 urkundlich erwähnt. Wahrscheinlich stand an dem Ort bereits im 13. oder 14. Jahrhundert eine Festungskirche, woran heute noch die Schießscharten erinnern.
Im Livländischen Krieg wurde die spätgotische Kirche mit ihrem charakteristischen Holzdach stark beschädigt, dann aber im Laufe des 17. Jahrhunderts wieder aufgebaut. Aus dieser Zeit stammt auch der Kirchturm. An seinem Fuß wurde im 18. Jahrhundert eine Grabkapelle angefügt. Die Kirche wurde zwischen 1862 und 1873 stark umgestaltet.
Noch aus vorreformatorischer Zeit stammt das Taufbecken am Südportal. Die Kanzel mit den Evangelisten ist eine Arbeit des barocken Meisters Elert Thiele aus dem Jahr 1656. An der Ostwand des Chorraums findet sich ein barockes Wappenepitaph aus Dolomit für den Pastor Martin Winter; der Haapsaluer Bildhauer Joachim Winter schuf es 1630.
Im Chor befindet sich eine Gedenktafel für den schwedischen Missionar Thure Emanuel Thorén (1843–1930), der in den 1870er Jahren auf der Halbinsel Noarootsi wirkte. In der Kirche befinden sich auf Stein zwei königliche Autogramme: eines erinnert an den Besuch des schwedischen Kronprinzen Gustav Adolf im Jahr 1932, das andere an den Besuch des schwedischen Königs Carl XVI. Gustav 1992.

### Friedhof
Am alten Friedhof bei der Kirche finden sich zahlreiche Radkreuze sowie die Grabmonumente der Gutsherren von Noarootsi. In Hosby liegen die Gräber bekannter Persönlichkeiten wie des Malers Johann Karl von Ungern Sternberg (1773–1830) und des Genealogen Otto Rudolf Constantin von Ungern Sternberg (1812–1870).

### Pastorat
Das Pastoratsgebäude stammt aus dem 17. Jahrhundert. Es ist eines der ältesten noch erhaltenen Holzgebäude der Region.

### Denkmal des Estnischen Freiheitskrieges
In der Nähe befindet sich ein Denkmal, das in estnischer und schwedischer Sprache an die Gefallenen des Estnischen Freiheitskriegs (1918–1920) erinnert. Es wurde im Juni 1935 aufgestellt, während der sowjetischen Besetzung Estlands 1946 zerstört und 1990 wiedererrichtet.